# الجبلين (خنفر)

تعديل مصدري - تعديل

الجبلين هي إحدى قرى عزلة جعار بمديرية خنفر التابعة لمحافظة أبين، بلغ تعداد سكانها 129 نسمة حسب تعداد اليمن لعام 2004.